# Gaetano Amata
Gaetano Amata (* 29. Februar 1912 in Santa Maria Capua Vetere, Italien; † nach 1963) war ein italienischer Filmschaffender.

## Leben
Amata begann als Assistent des Theaterregisseurs Anton Giulio Bragaglia, bevor er 1935 ins Filmgeschäft wechselte. Dort arbeitete er meist als Regieassistent. Zwischen 1941 und 1953 bekam er auch die Gelegenheit, vier Filme selbst zu inszenieren, von denen nur Ehemann auf Bestellung (1946) im deutschen Sprachraum gezeigt wurde.
Später leitete er das römische Kino Pasquino in Trastevere, das englischsprachige Filme zeigte, und arbeitete zunehmend in der Aufnahmeleitung von Filmen, so bei Der Leopard (1963).